# Diarra (Béguédo)
Pour les articles homonymes, voir Diarra.
Diarra est une localité située dans le département de Béguédo de la province du Boulgou dans la région Centre-Est au Burkina Faso.

## Démographie
| 2003 | 2006  | 2012 |
| ---- | ----- | ---- |
| 395  | 1 110 | -    |

En 2006, sur les 1 110 habitants du village – regroupés en 181 ménages – 54,5 % étaient des femmes, près 49 % avaient moins de 14 ans, 47,2 % entre 15 et 64 ans et environ 3,6 % plus de 65 ans.

## Santé et éducation
Le centre de soins le plus proche de Diarra est le centre de santé et de promotion sociale (CSPS) de Béguédo tandis que le centre médical avec antenne chirurgicale (CMA) se trouve à Garango.
Le village possède une école primaire publique.